# Henrik Djernis
Henrik Djernis (Svebølle, 22 de abril de 1966) es un deportista danés que compitió en ciclismo en las modalidades de montaña y ciclocrós. 
Ganó cuatro medallas en el Campeonato Mundial de Ciclismo de Montaña entre los años 1992 y 1998. Además, obtuvo una medalla de bronce en el Campeonato Mundial de Ciclocrós de 1998.

## Medallero internacional
| Campeonato Mundial | Campeonato Mundial    | Campeonato Mundial | Campeonato Mundial |
| Año                | Lugar                 | Medalla            | Competición        |
| ------------------ | --------------------- | ------------------ | ------------------ |
| 1992               | Bromont (Canadá)      | Medalla de oro     | Campo a través     |
| 1993               | Métabief (Francia)    | Medalla de oro     | Campo a través     |
| 1994               | Vail (Estados Unidos) | Medalla de oro     | Campo a través     |
| 1997               | Château-d'Œx (Suiza)  | Medalla de plata   | Campo a través     |

| Campeonato Mundial | Campeonato Mundial     | Campeonato Mundial | Campeonato Mundial |
| Año                | Lugar                  | Medalla            | Competición        |
| ------------------ | ---------------------- | ------------------ | ------------------ |
| 1998               | Middelfart (Dinamarca) | Medalla de bronce  | Individual         |